# Polydictyum
Polydictyum, biljni rod paprati (Pteridophyta) iz porodice Pteridryaceae. Odvojili su ga od roda Tectaria Dong et al. (2017).. Sastoji se od 4 vrste iz tropske Azije i jugozapadnog Pacifika.
Kew navodi rod Polydictyum kao sinonim za Tectaria (Ces.) Christenh.,

## Vrste
1. Polydictyum juglandifolium (Baker) Li Bing Zhang & Liang Zhang
2. Polydictyum menyanthidis C.Presl
3. Polydictyum ternatum (Baker) S.Y.Dong & C.W.Chen
4. Polydictyum variabile (Tardieu & Ching) S.Y.Dong & C.W.Chen

## Sinonimi
Nema.